# Maîtrise d'usages professionnels
La notion de maîtrise d'usages professionnels s'inspire du courant de la démarche participative en urbanisme et de la maîtrise d'usage des habitants. Depuis les années 1980, la politique de la ville veut associer les habitants et les faire participer à la réalisation d’un certain nombre de projets d’aménagement ou de réhabilitation, voir l'exemple des Feuillants à Marseille. Il s’agit ici d’une démarche participative d’association des habitants à côté du maître d’ouvrage et du maître d’œuvre. 
Elle a été spécifiquement adaptée au domaine de la formation professionnelle et au développement des compétences.

## Diversité d'approches de la maitrise d'usage
Au-delà du champ de l'urbanisme et de la politique de la ville, une variante consiste à s’intéresser non pas à la vie du quartier mais à la conception et à la réalisation des établissements médico-sociaux, par exemple pour accueillir une population dépendante en CANTOU, ou pour la conception de centres culturels.
La maîtrise d’usage est une question traitée par l’ergonomie, notamment lorsque l’ergonomie traite des interfaces homme-machine dans le cas des nouvelles technologies de l’information et de la communication. La maîtrise d'usage apparaît comme un critère d’évaluation des produits livrés.
En éducation thérapeutique du patient, l’idée est aussi de faire participer le patient à ses propres choix. De l’intégrer dans les protocoles de soins, voire de créer les conditions d’une bonne observance du traitement. Un patient observant est un patient qui maîtrisera ses usages en ce qui concerne essentiellement le traitement thérapeutique et la part qui lui revient.

## Maîtrise d'usage en éducation et en formation des adultes
En éducation et en formation des adultes, la maîtrise d’usage rejoint la notion de développement des compétences à l’intérieur d’un dispositif plus ou moins ouvert de formation. Comme le souligne le « centre de recherche en éducation et formation » de l’université Paris-Ouest Nanterre La Défense, un dispositif de formation efficient sera celui qui sera capable d’intégrer au sein de son architecture pédagogique les besoins, les souhaits des apprenants, les attentes, les modes cognitifs d’apprentissage de chaque apprenant.
Il semble assez évident que cet acte 1 de la maîtrise d’usage peut être conçu comme un dispositif avant tout. Ce dispositif se veut ouvert et propose d’associer systématiquement les bénéficiaires à sa propre conception, à sa réalisation et, pourquoi pas, à son évaluation. Néanmoins il ne s’agit que d’un dispositif. Et les acteurs légitimes sont peut-être dans la perspective d’ouvrir un droit, d’accorder une potentialité, aux bénéficiaires. Pour le moins la maîtrise usage, conçue ainsi, est un projet ambigu. Dirigé du haut vers le bas, il développe les Intentions généreuses d’association des bénéficiaires. L’acte 2 de la maîtrise d'usage est à construire dans le sens où il s’agit de considérer avec plus d’attention la logique interne de ses bénéficiaires. Une perspective s’ouvre : celle de considérer la maîtrise d’usage, non plus comme un processus d’association, mais à travers ses effets : ceux qui contribuent au développement des bénéficiaires, par les bénéficiaires eux-mêmes. La maîtrise d'usages professionnels rejoint la perspective de l’auto-formation, du développement cognitif des compétences, du contre-pouvoir autonome des usagers des politiques de la ville.

## Origine de la notion de maitrise d'usage professionnels en formation d'adultes
La notion trouve son origine en 2008 avec les travaux de Marc Nagels présentés lors du Séminaire inter universitaire de recherche sur l'autoformation à la Sorbonne : « Pour un modèle agentique de la compétence ». Une définition complète est formulée dès 2011. La « maîtrise d'usages professionnels » [PDF] est le processus sociocognitif par lequel une personne ou un groupe produit son propre développement. La maîtrise d'usages professionnels suppose trois dimensions :
- Cognitive (interaction personne/comportement).
- Comportementale (interaction comportement/environnement).
- Stratégique (interaction personne/environnement).

Les effets de la maîtrise d’usage sont évalués positivement par la personne ou le groupe ainsi que par l’environnement professionnel.
Tenant compte des avancées scientifiques du domaine, le modèle de la maîtrise d'usages professionnels intègre de cette manière le concept cognitif, voire socioconstructiviste, de compétence, ainsi que les approches psychosociales de la compétence, mais il les met en relation avec une visée plus stratégique des modes de reconnaissance professionnelle. Ce modèle met donc en évidence la capacité d’agentivité humaine en situation de travail et de développement professionnel, définie en tant que capacité d’influence et d’intervention sur soi, sur les autres et sur le monde. Il met en relation trois types de facteurs : les déterminants cognitifs de l’auto-efficacité et de conceptualisation dans l’action ; les facteurs comportementaux en réponse aux exigences de la tâche et d’engagement dans les situations avec ses effets en termes de réajustement des attributions causales du sujet ; les facteurs environnementaux et stratégiques d’attribution de compétence et de clairvoyance normative, lesquels prennent en compte les processus et les conséquences des évaluations continuelles produites par le milieu professionnel.
La notion a été confrontée en 2013 à des données empiriques dans le champ du tutorat entre pairs.